# Новики (Холм-Жирковский район)
Новики — деревня в Холм-Жирковском районе Смоленской области России. Входит в состав Томского сельского поселения. По состоянию на 2007 год постоянного населения не имеет. 
Расположена в северной части области в 18 км к юго-западу от Холм-Жирковского, в 43 км юго-восточнее автодороги Р136 Смоленск — Нелидово. В 6 км северо-восточнее деревни расположена железнодорожная станция Игоревская на линии Дурово — Владимирский Тупик.

## История
В годы Великой Отечественной войны деревня была оккупирована гитлеровскими войсками в октябре 1941 года, освобождена в марте 1943 года.